# Supercopa Argentina 2015
La Supercopa Argentina 2015 fu la 4ª edizione della Supercopa Argentina.
Si tenne in gara unica allo Stadio Mario Alberto Kempes di Córdoba il 10 febbraio 2016 e vide contrapposti i campioni argentini 2015 del Boca Juniors e la seconda classificata dello stesso torneo, il San Lorenzo, avendo il Boca vinto sia il campionato che la Copa Argentina 2015.
La partita vedeva di fronte numerosi giocatori rientrati in Argentina dopo parentesi europee più o meno lunghe, segnatamente in Italia: è il caso di Peruzzi, Tévez, Gago e Osvaldo per il Boca, e Belluschi e Barrientos per il San Lorenzo.
Come nell'edizione precedente si fronteggiavano due compagini di Buenos Aires.
Il San Lorenzo mise in netta evidenza il momento negativo del Boca vincendo 4-0 con tre goal nell'ultimo quarto d'ora a opera dei subentrati Barrientos e Blandi (il citato Belluschi aveva realizzato nel primo tempo l'1-0.
Nella ancor giovane storia della competizione fu la seconda volta, assoluta e consecutiva, che la squadra campione d'Argentina non si aggiudicava la Supercopa.

## Tabellino
| Arbitro: | Darío Herrera |

| |              | |
| | Marcatori    | 44’ Belluschi 74’, 83’ Barrientos 89’ Blandi                                                                                              |
| · Orión · Díaz (c) · Tobio · Insaurralde · 46’ Peruzzi · Meli · 69’ Cubas · 25’ 46’ Pérez · 82’ Silva · Tévez · 60’ Chávez | Formazioni   | · Torrico · Buffarini 79’ · Caruzzo · Angeleri · Más · Mussis · Belluschi · Ortigoza (c) 51’ · Blanco 67’ · Cerutti 72’ · Cauteruccio 62’ |
| · 46’ Gago · 46’ Osvaldo · 60’ Lodeiro                                                                                     | Sostituzioni | · Blandi 62’ · Barrientos 67’ · Romagnoli 72’                                                                                             |
| Rodolfo Arruabarrena | Allenatori   | Pablo Guede |